# Николаевская церковь Симбирского кадетского корпуса
Николаевская церковь Симбирского кадетского корпуса — бывшая домовая церковь во имя Святителя и Чудотворца Николая при Симбирском кадетском корпусе.

## История
Николаевская церковь была устроена в 1879 году в здании Симбирской военной гимназии (с 1882 года —  Симбирский кадетский корпус) на средства Военного министерства Российской империи. Престол в нём один — во имя Святителя и Чудотворца Николая. Причт состоял из священника, дьякона и псаломщика. Церковь Николая Чудотворца располагалась в восточной части второго этажа трёх-этажного кирпичного здания.
В 1887 году при лагере кадетского корпуса у деревни Поливный Враг был построен и освящён приписной храм с престолом во имя святого равноапостольного князя Владимира.
5 февраля 1888 году на Новом городском кладбище был отведён участок для кадетского корпуса и была построена часовня.
28 февраля 1918 года кадетский корпус был закрыт.
В 1991 году в бывшем задании Симбирского кадетского корпуса расположилось Ульяновское гвардейское суворовское военное училище. В 2010 году в училище была воссоздана домовая церковь Святителя Николая Чудотворца, которая действовала в Симбирском кадетском корпусе с 1879 по 1918 год. 24 ноября 2010 года церковь была освящена Архиепископом Симбирским и Мелекесским Проклом.

## Духовенство
Настоятелем Николаевской церкви служил священник, протоиерей Успенский Елпидифор Алексеевич.

## Галерея
- Симбирск. Кадетский корпус (открытка 1910). В центре второго этажа, под козырьком, в нише, виден образ Николая Чудотворца, где находилась церковь.
- Часовня Симбирского кадетского корпуса.